# Marco D’Almeida
Marco D’Almeida (* 29. August 1974 in Mosambik) ist ein portugiesischer Schauspieler.

## Leben
Nach seinem Abschluss an der Theaterschule von Cascais (Escola Profissional de Teatro de Cascais) ging er als Stipendiat der Gulbenkian-Stiftung nach London und New York. Am Teatro Experimental in Cascais unter Carlos Avillez schlug er danach eine Schauspiellaufbahn ein. Neben Theaterengagements folgten zunehmend Fernsehauftritte und Rollen im Portugiesischen Kino, darunter die männliche Hauptrolle an der Seite von Soraia Chaves im portugiesischen Blockbuster 2010, A Bela e o Paparazzo. Auch in einigen internationalen Produktionen spielte er bereits mit, etwa im 2013 erschienen Nachtzug nach Lissabon. In Portugal ist er zudem durch zahlreiche Rollen in Telenovelas bekannt.

## Filmografie (Auswahl)
- 1997: A Dama das Camélias (TV-Theater-Produktion)
- 1998: Médico de Família (TV-Serie, 3. Folge der ersten Staffel: A Fuga de João)
- 2001:  O Processo dos Távoras (TV-Serie)
- 2001: "Sociedade anonima" (RTP, TV-Serie) Joao
- 2001: Cavaleiros De Água Doce (TV-Film); R: Tiago Guedes
- 2002: A Jóia de África (TV-Serie)
- 2002: A Bomba; R: Leonel Vieira
- 2002: O Gotejar da Luz; R: Fernando Vendrell
- 2003: Volpone (TV-Film); R: Frédéric Auburtin
- 2004: Baía das Mulheres (TV-Serie)
- 2005: Até Amanhã, Camaradas (TV-Mehrteiler)
- 2005: Manô; R: George Felner
- 2006: Coisa Ruim; R: Tiago Guedes, Frederico Serra
- 2006: Quando os Lobos Uivam (TV-Serie)
- 2006: 20, 13; R: Joaquim Leitão
- 2007: Ilha dos Amores (TV-Serie)
- 2009: Equador (TV-Serie)
- 2009–2010: Ele é Ela (TV-Serie)
- 2009–2010: Meu Amor (TV-Serie)
- 2010: A Bela e o Paparazzo; R: António-Pedro Vasconcelos
- 2010: Die Geheimnisse von Lissabon (Mistérios de Lisboa); R: Raúl Ruiz (auch TV-Mehrteiler)
- 2012: Miel de naranjas; R: Imanol Uribe
- 2013: Nachtzug nach Lissabon; R: Bille August
- 2013: Belmonte (TV-Serie)
- 2015: Santa Barbara (TV-Serie)
- 2015: Macbeth (Teatro Experimental de Cascais)
- 2016: Indice Medio de Felicidade (Joaquim Leitâo)
- 2020: Das Wunder von Fatima – Moment der Hoffnung (Fatima)